# Zrąb (leśnictwo)

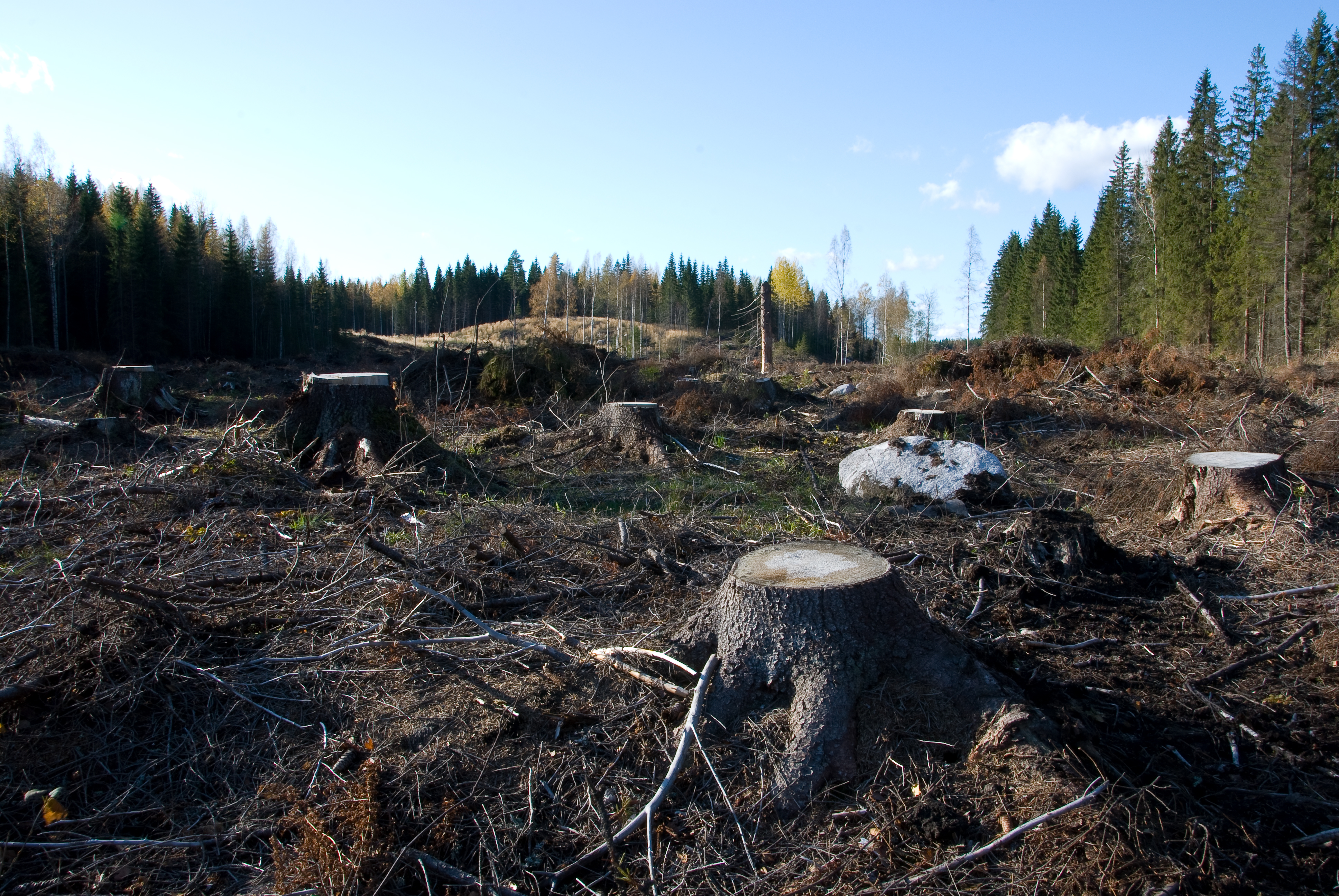
Zrąb w północnej Finlandii

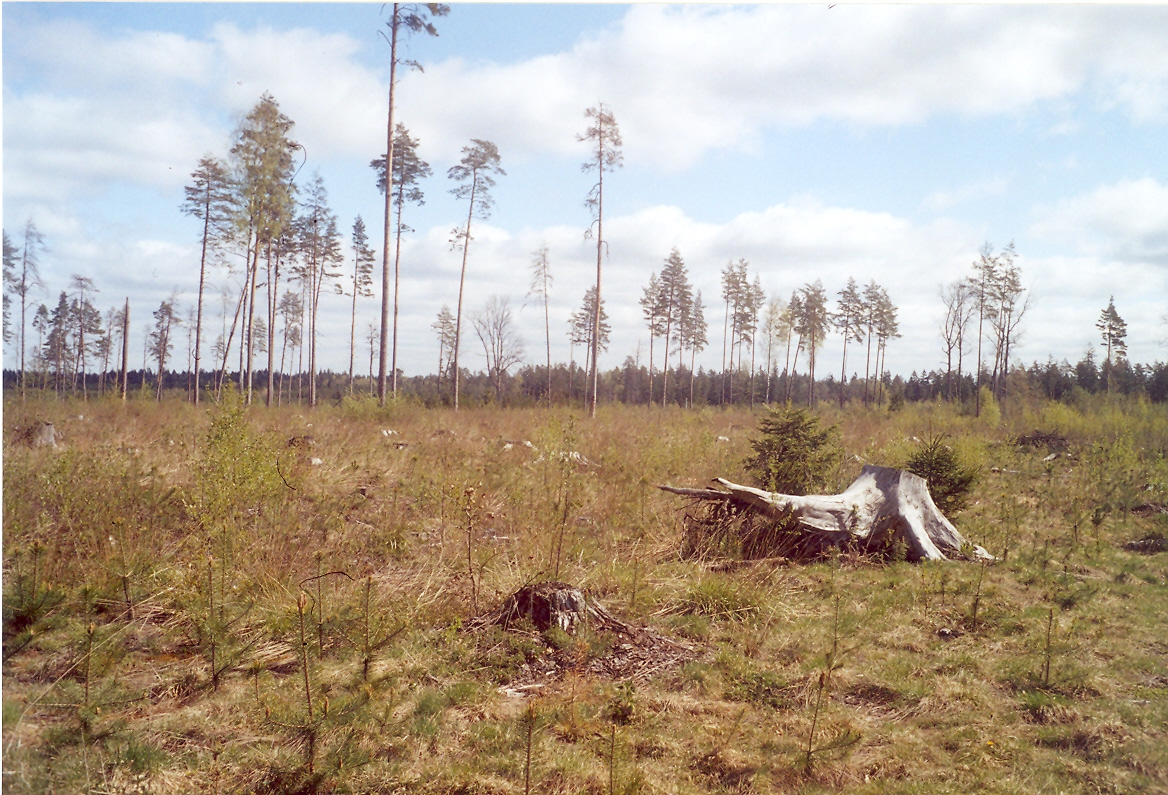
Zalesiony zrąb w Puszczy Białowieskiej

Zrąb – ostatni etap w życiu drzewostanu użytkowanego gospodarczo. Podczas zrębu usuwa się jednorazowo (zrąb zupełny) lub etapami wszystkie drzewa na powierzchni. 
Zręby zaplanowane w planie urządzenia lasu wykonywane na różnych etapach rębni. Zręby nieplanowane wykonywane są na powierzchniach silnie zniszczonych przez różnego rodzaju klęski żywiołowe, choroby czy gradacje szkodliwych owadów.